# Championnat de Macédoine du Nord d'échecs
Le championnat de Macédoine du Nord d'échecs est une compétition organisée par la Fédération macédonienne des échecs.

## Histoire du championnat

### Histoire avant l'indépendance de la Macédoine du Nord
La république socialiste de Macédoine a organisé son premier championnat d'échecs en 1946, remporté par Pavle Bidev, quatre fois vainqueur entre 1946 et 1955. Jovan Sofrevski a remporté un record de seize titres et Risto Nicevski est devenu le plus jeune vainqueur à 20 ans lorsqu'il a remporté le championnat en 1966 ; il a remporté cinq titres à ce jour.

### Histoire depuis l'indépendance de la Macédoine du Nord
Après l'édition de 2011, le championnat s'arrête pendant plusieurs années par manque de ressources. Les joueurs se reportent alors vers le championnat d'échecs ouvert de Macédoine qui continue de se tenir chaque année pour déterminer officieusement le titre de meilleur Macédonien. Le championnat reprend en 2019.

## Vainqueurs du championnat mixte

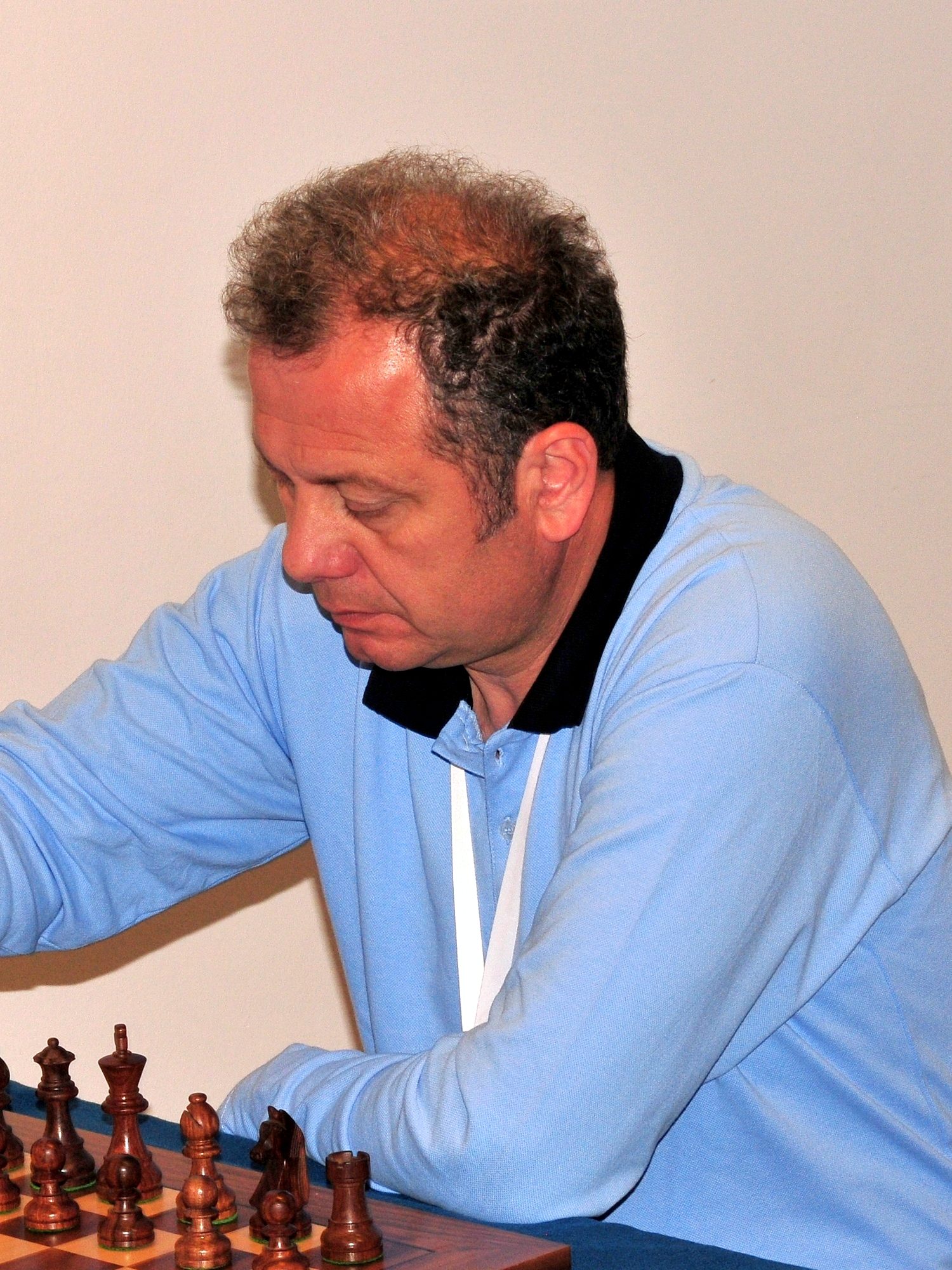
Zvonko Stanojoski, champion de Macédoine en 1992, 2003, 2005 et 2006

| Année | Vainqueur           |
| ----- | ------------------- |
| 1992  | Zvonko Stanojoski   |
| 1993  | Vlatko Bogdanovski  |
| 1994  | Rolando Kutirov     |
| 1995  | Vlatko Bogdanovski  |
| 1996  | Dragoljub Jacimović |
| 1997  | Trajče Nedev        |
| 1998  | Dragoljub Jacimovic |
| 1999  | Toni Kiroski        |
| 2000  | Trajče Nedev        |
| 2001  | Vanco Stamenkov     |
| 2002  | Nikola Mitkov       |
| 2003  | Zvonko Stanojoski   |
| 2004  | Nikola Vasovski     |
| 2005  | Zvonko Stanojoski   |
| 2006  | Zvonko Stanojoski   |
| 2007  | Vladimir Georgiev   |
| 2008  | Riste Menkinoski    |
| 2009  | Vlatko Bogdanovski  |
| 2010  | Filip Pančevski     |
| 2011  | Trajče Nedev        |
| 2012  |                     |
| 2013  |                     |
| 2014  |                     |
| 2015  |                     |
| 2016  |                     |
| 2017  |                     |
| 2018  |                     |
| 2019  |                     |
| 2020  |                     |
| 2021  |                     |
| 2022  | Filip Pancevski[2]  |
| 2023  |                     |
| 2024  | Toni Lazov[3]       |

## Lauréates du championnat féminin
| No. | Année | Vainqueur            |
| --- | ----- | -------------------- |
| 1   | 2008  | Gabriela Koskoska    |
| 2   | 2011  | Gabriela Koskoska    |
|     | 2012  |                      |
|     | 2013  |                      |
|     | 2014  |                      |
|     | 2015  |                      |
|     | 2016  |                      |
|     | 2017  |                      |
|     | 2018  |                      |
|     | 2019  |                      |
|     | 2020  |                      |
|     | 2021  |                      |
|     | 2022  | Monika Stojkovska[2] |
|     | 2023  |                      |
|     | 2024  | Gabriela Koskoska[3] |